# Meteoriopsis squarrosa
Meteoriopsis squarrosa är en bladmossart som beskrevs av Fleischer in Brotherus 1906. Meteoriopsis squarrosa ingår i släktet Meteoriopsis och familjen Meteoriaceae. Inga underarter finns listade i Catalogue of Life.